# Balthazar Beschey
Pour les articles homonymes, voir Beschey.
Balthazar Beschey, né le 20 novembre 1708 à Anvers et mort le 15 avril 1776 dans la même ville, était un peintre d'histoire et portraitiste flamand.

## Biographie
Fils d'un maître tailleur et aîné d'une fratrie de cinq garçons qui devinrent tous artistes peintres, il apprit les principes de son art auprès de l'obscur Pierre Strick.
Admis dans la Guilde de Saint-Luc d'Anvers (corporation des peintres de la ville) le 14 mars 1753, il est nommé aux responsabilités de doyen de cette institution en 1756.
Balthazar Beschey devint l'un des six directeur de l'Académie de peinture d'Anvers le 1er octobre 1755. Artiste reconnu et prospère, il possédait un riche cabinet de tableaux, et accueillit de nombreux élèves dans son atelier. André Lens, Henri Joseph Antonissen et le peintre d'histoire Pierre-Joseph Verhaghen (1728-1811) furent ses disciples les plus notables. Il forma également trois de ses frères cadets, dont le plus marquant fut Jean-Francois Beschey (1717-1799), peintre, doyen de la Guilde Saint-Luc en 1767 et marchand de tableaux à Anvers.

## Œuvres répertoriées
- Portrait d'une famille flamande (appelé autrefois La Famille du peintre), au Musée du Louvre.
- L'Union de la Terre et de l'Eau, huile sur bois, 56.4 x 42 cm, au Musée des beaux-arts de Dijon.
- Hypnos assoupissant Jupiter et Junon, au Musée des beaux-arts de Rouen.
- Joseph vendu par ses frères ; Joseph vice-roi d'Égypte ; Portrait du peintre ; Portrait de Martin-Joseph Geeraerts : ces quatre tableaux appartiennent au Musée royal des beaux-arts (Anvers).
- Ermite en prière, au Musée national de Varsovie.